# Stephen Brunt
Stephen Brunt, detto Steve (Bath, 21 luglio 1960), è un ex atleta paralimpico britannico.

## Biografia
Nato a Bath, ipovedente grave sin dalla prima infanzia, si è appassionato alla maratona e dal 1983 ha rappresentato come atleta nazionale il suo Paese. Nel 1988, alle Paralimpiadi di Seul, ha vinto la medaglia d'oro nella sua specialità prediletta ed ha avuto un lusinghiero piazzamento nei 5000 metri piani.
Nel 1990, a causa di un investimento d'auto, è stato ferito molto seriamente e si è dubitato che potesse riprendere persino a camminare. Invece, alla sua ripresa, ha nuovamente vinto l'oro nella maratona alle Paralimpiadi di Barcellona nel 1992. In seguito a questo trionfo, la Regina lo ha omaggiato con un MBE (Membro dell'Ordine dell'Impero Britannico).
La sua vicenda sportiva annovera, sempre nella maratona, un argento nel 2000 a Sydney, quando il campione ha ceduto il gradino più alto del podio al polacco Waldemar Kikolski, e l'oro ai campionati del mondo di Lilla in Francia nel 2002.
Steve Brunt è molto popolare nella sua città, di cui è ambasciatore culturale. Si impegna a presentare nelle scuole l'Olympic Arts Project, che consiste nell'avvicinare i bambini e i ragazzi allo sport olimpico e paralimpico attraverso l'arte. Nel 2012, ha portato la torcia olimpica da Londra a Bath (città cui è fiero di appartenere) per l'accensione.

## Palmarès
| Anno | Manifestazione       | Sede       | Evento          | Risultato | Prestazione | Note |
| ---- | -------------------- | ---------- | --------------- | --------- | ----------- | ---- |
| 1988 | Giochi paralimpici   | Seul       | 5000 m piani B2 | 5º        | 16'14"85    |      |
| 1988 | Giochi paralimpici   | Seul       | Maratona B2     | Oro       | 2h35'43"    |      |
| 1992 | Giochi paralimpici   | Barcellona | 5000 m piani B2 | 5º        | 16'13"22    |      |
| 1992 | Giochi paralimpici   | Barcellona | Maratona B2     | Oro       | 2h45'10"    |      |
| 1996 | Giochi paralimpici   | Atlanta    | Maratona T11    | 9º        | 3h05'50"    |      |
| 2000 | Giochi paralimpici   | Sydney     | Maratona T11    | Argento   | 2h34'10"    |      |
| 2002 | Mondiali paralimpici | Lilla      | Maratona T12    | Oro       |             |      |